# Sukhoi Su-34
Sukhoi Su-34 (tên ký hiệu của NATO là Fullback - Hậu vệ) là loại máy bay cường kích ném bom và tấn công tiên tiến của Nga. Máy bay có 2 chỗ ngồi, nó được thiết kế để thay thế loại máy bay Sukhoi Su-24.

## Phát triển
Một phiên bản chuyên dụng ném bom của Sukhoi Su-27 đã được phát triển từ đầu những năm 1980 để thay thế cho máy bay Su-24 với tên gọi ở phòng thiết kế Sukhoi là T-10V, nó bay lần đầu tiên vào ngày 13 tháng 4 năm 1990. Trước đây nó có tên gọi chính thức là Su-27IB (IB: Istrebitel Bombardirovschik/Chiến đấu Tiêm kích Ném bom). Nó được phát triển song song với phiên bản huấn luyện hải quân 2 chỗ là Su-27KUB (KUB: Korabelnyi Uchebno-Boyevoy, Huấn luyện Chiến đấu Trên tàu), mặc dù trái ngược với những báo cáo đầu tiên, 2 mẫu máy bay này không trực tiếp có liên quan đến nhau.
Những hạn chế về ngân quỹ dành cho loại máy bay mới này đã xảy ra khi Liên Xô sụp đổ, đã khiến chương trình phải hủy bỏ nhiều lần, và dẫn đến mẫu đầu tiên được xuất hiện công khai trong một tên gọi và các vai trò chính của máy bay rất khó hiểu. Đầu tiên, các quan chức Nga ấn định nó với tên gọi Su-34 vào năm 1994. Mẫu thứ 3 tại triển lãm hàng không Paris vào năm 1995 lại có tên gọi là Su-34FN (FN nghĩa là "Fighter - Chiến đấu, Navy - Hải quân"), nó được mô tả là máy bay đặt tại các căn cứ dọc bờ biển, và nó còn được gọi với cái tên là Su-34MF (MF có nhĩa là MnogoFunksionalniy, đa chức năng) tại triển lãm hàng không MAKS vào năm 1999. Không quân Nga gần đây đã chấp nhận tên gọi Su-34. Cái mũi có hình dạng kỳ quặc của nó đã được nói một cách úp mở, nó gợi lại hình dạng của SR-71 Blackbird, và cái mũi của Su-34 đã có biệt danh là "Platypus - thú mỏ vịt" dù tên ký hiệu của NATO dành cho nó là Fullback.
Chiếc máy bay này có cấu trúc cánh, đuôi, và động cơ giống với Su-27/Sukhoi Su-30, nhưng nó có cánh mũi giống như Su-30/Sukhoi Su-33/Sukhoi Su-35 để tăng thêm sự ổn định trong khi bay (tính linh hoạt cao) và giảm bớt các lực kéo có hại ở đầu mũi. Su-34 có một cái mũi hoàn toàn mới ở phía trước thân máy bay với buồng lái dành cho 2 phi công đặt cạnh nhau. Su-34 sử dụng động cơ của Su-27, nhưng với những đầu vào không khí cố định, giới hạn tốc độ tối đa là khoảng Mach 1,8. Những chiếc sản xuất gần đây có động cơ thay đổi hướng phụt giống như Sukhoi Su-30 gần đây.
Tuy được giới thiệu là mẫu cường kích rất mạnh nhưng một số chuyên gia cho rằng Su-34 vẫn là thiết kế được phát triển lên từ Su-27 với học thuyết quân sự thời Chiến tranh Lạnh. Nếu đem Su-34 so sánh với F-15E của Mỹ thì nó vượt trội hơn nhiều, nhưng vẫn có thiếu sót vì khái niệm về máy bay cường kích hiện nay đang thay đổi.

## Buồng lái và hệ thống điện tử
Không giống với những buồng lái trên các phiên bản Su-27 trước đó, Su-34 cơ một buồng lái "nhà kính" hiện đại, với màn hình hiển thị màu đa chức năng CRT. Hệ thống điện tử hiện nay dựa trên mẫu ra-đa quét mảng điện tử bị động Leninets V004, và hệ thống laser/vô tuyến UOMZ để xác định và chỉ dẫn đường chính xác. Ra-đa ở mũi được hỗ trợ bằng một ra-đa phía sau trong "cái đuôi" giữa 2 động cơ V005. Su-34 được trang bị thiết bị tác chiến điện tử toàn diện, bao gồm một hệ thống dò tìm hồng ngoại phát ra từ mực tiêu.
Bộ phận điện tử trên máy bay có một cấu trúc máy tính mở rộng, mạch bộ nhớ, màn hình màu đa chức năng, và những bộ xử lý được thiết kế như những modul xử lý thông tin kín. Nó được trang bị hệ thống máy tính số rất mạnh "Argon" với những bộ xử lý lập trình thông tin riêng biệt và các thông tin đó được sử dụng trong những kênh trao đổi dữ liệu đa thành phần. Mọi modul thông tin đều được kiểm soát bởi hệ thống tính toán kép từ trung tâm điều khiển, do đó các thông tin sẽ được xử lý và cung cấp mọi hướng dẫn liên quan đến chuyến bay. Sự kết nối dữ liệu 2 chiều cho phép lên kế hoạch nhiệm vụ và những tính toán về mục tiêu hay cập nhật thông tin về mục tiêu sẽ được thực hiện ngay trong chuyến bay hoặc từ máy bay này sang máy bay khác, từ đó đưa ra lựa chọn sử dụng vũ khí thích hợp. Như một máy bay tấn công, Su-34 được trang bị một radar mảng pha đa chức năng hiện đại có khả năng nhận biết địa hình để tìm ra đường bay thích hợp nhất khi bay với mọi tốc độ, đặc biệt là tốc độ cao, và các thao tác hoạt động ở độ cao thấp.
Su-34 được áp dụng rất nhiều công nghệ điện tử hàng không tiên tiến. Radar của Su-34 có khả năng phát hiện mục tiêu ở cự ly 250 km, lập bản đồ mặt đất ở cự ly tới 150 km, mục tiêu mặt đất cỡ lớn có thể được phát hiện ở cự ly 250 km, radar có thể đồng thời bám đến 10 mục tiêu và tấn công 4 mục tiêu trong số đó. Ngoài ra, mục tiêu bay có diện tích tán xạ radar cỡ 3m2 có thể bị Su-34 phát hiện từ cự ly 120 km, cho phép Su-34 có được khả năng không chiến tầm xa khá tốt (dù nó được thiết kế chủ yếu cho nhiệm vụ không kích mặt đất).
Anten của radar có hình dáng đặc biệt nên phần mũi có hình dáng giống cái mỏ vịt, nên Su-34 được đặt biệt danh trong Không quân Nga là "Vịt con".
Trên đầu cánh của tất cả máy bay Su-34 đã lắp đặt tổ hợp cơ sở tác chiến điện tử đa chức năng "Khibiny-10B" có thể gây nhiễu radar của địch. Ngoài ra, Su-34 có dạng cấu trúc "thùng chứa đi kèm bên ngoài" (các Pod thiết bị bổ trợ, lắp ráp bên ngoài thân máy bay), khi được lắp đặt sẽ biến Su-34 thành máy bay tác chiến điện tử tiêu chuẩn như những loại máy bay được thiết kế chuyên dụng.
Một ra-đa giám sát tầm xa, những hệ thống dò tìm bị động, hệ thống thông tin liên lạc truyền thông tin, giọng nói chiến thuật và chiến lược riêng lẻ, hoạt động tầm xa và khả năng tiếp nhiên liệu trên không, sự thay đổi Su-34 được hình thành trong một khuôn mẫu kiểm tra, thừa nhận trong thời gian thực và nó là nền tảng của những mệnh lệnh và điều khiển, tạo thành một hệ thống điều khiển chiến đấu thành công
Cùng với phạm vi tác chiến điện tử của thiết bị khoảng 500 km, Su-34 trở thành một phiên bản trinh sát-tác chiến điện tử tầm xa có phạm vi hiệu dụng hàng nghìn km. Khi cần thiết, chỉ cần vài chiếc Su-34 có thể lập tức thiết lập một "vùng câm" đối với các thiết bị trinh sát điện tử, thông tin và các hệ thống chỉ huy, điều khiển vũ khí của địch, tức là tạo thành một "vùng chết" đối với các phương tiện chiến đấu của đối phương, cả trên không, dưới mặt đất và trên biển
Trong 6 năm sử dụng thử nghiệm, Không quân Nga đã phát hiện ra những lỗi kỹ thuật trên 16 chiếc Su-34 tiền sản xuất và sản xuất loạt đầu tiên. Các phi công phàn nàn nhiều về những trục trặc của một số thiết bị trên khoang, hệ thống tác chiến điện tử Radar của Su-34 tối tân nhưng bị cho là gặp khó khăn khi phát hiện các mục tiêu trong điều kiện địa hình đồi núi và rừng rậm. Hệ thống quan sát hiển thị ảnh nhiệt cùng các thiết bị khác cũng vấp phải những hạn chế. Mặc dù được trang bị loại radar công nghệ cao mạng pha Leninets B004 nhưng khi sử dụng radar này, các phi công không thể tìm thấy các đối tượng hay mục tiêu nào khác nhau trên màn hình hiển thị và buộc phải hạ độ cao. Ở độ cao từ 5.000-6.000m, hệ thống radar không có khả năng phân biệt các mục tiêu như xe bọc thép, công sự, binh lính... còn giảm độ cao xuống còn 2.000-3.000m thì radar cũng không đảm bảo khả năng có thể phát hiện được các mục tiêu và điều này đã được chứng minh trong lần sử dụng Su-34 trong các hoạt động chống nổi dậy tại Ingushetia năm 2008. Nhưng mặt khác, Leninets B004 vẫn là sản phẩm duy nhất có thể tìm kiếm và phát hiện các mục tiêu với ở khoảng cách tới 150–200 km.
Đa số lỗi đã được khắc phục ở các máy bay sản xuất loạt sau và được chuyển giao năm 2011-2012, còn các máy bay nhận được trước đó đã được nâng cấp, hoàn thiện. Các thông tin phản hồi từ phi công và hoa tiêu trên những chiếc Su-34 là rất khả quan. Họ tỏ ra rất hài lòng với khả năng của chiếc máy bay này, với chế độ tự động hóa rất cao trong mọi hành trình của chuyến bay, khả năng xử lý nhanh nhạy với mục tiêu và quản lý giao diện vũ khí thân thiện
Năm 2016, Nga đã thử nghiệm trên Su-34 một tổ hợp thu thập thông tin tình báo-tác chiến điện tử không chỉ phát hiện mà còn tấn công hệ thống truyền tin và kiểm soát thông tin liên lạc của máy bay địch. Hệ thống này có tên gọi UKR-RT, gắn trong một vỏ đặc biệt ở dưới thân Su-34. Hệ thống được thiết kế chủ yếu cho việc phát hiện và định vị mục tiêu cũng như những nhiệm vụ như: truyền thông, chuyển giao thông tin, gây nhiễu vũ khí đối phương bằng sóng vô tuyến thông qua trạm radar. Xác minh, phân loại những mục tiêu phức tạp, chẳng hạn máy bay không người lái thế hệ mới. Trung tâm của UKR-RT là thiết bị trinh sát điện tử M-410, một bản sao thu nhỏ của hệ thống phức hợp điện tử được cài đặt trên máy bay trinh sát Tu-214P. Trọng lượng và kích thước được giảm xuống, nhưng nó vẫn giữ được khả năng hoạt động như nguyên mẫu. Theo giới chuyên gia quân sự, M-410 không chỉ giúp Su-34 đánh chặn tín hiệu radar, thông tin liên lạc, mà còn cả chống lại được cả thiết bị tác chiến điện tử di động của kẻ thù trên chiến trường.
Trong đợt chuyển trường các máy bay chiến đấu từ quân khu phía Nam tới thành phố Latakia của Syria hồi giữa tháng 9/2015, Su-34 đã thể hiện khả năng "tàng hình" nhờ các thiết bị này. Dưới sự hỗ trợ của các thiết bị tác chiến điện tử trên máy bay chiến đấu và máy bay trực thăng, hơn 50 máy bay của lực lượng Nga đã vượt quãng đường hơn 2.500 km, từ phía nam nước Nga, bay qua biển Caspian, vượt qua không phận Iran và Iraq sang Syria mà khối NATO không hay biết.

### Buồng lái

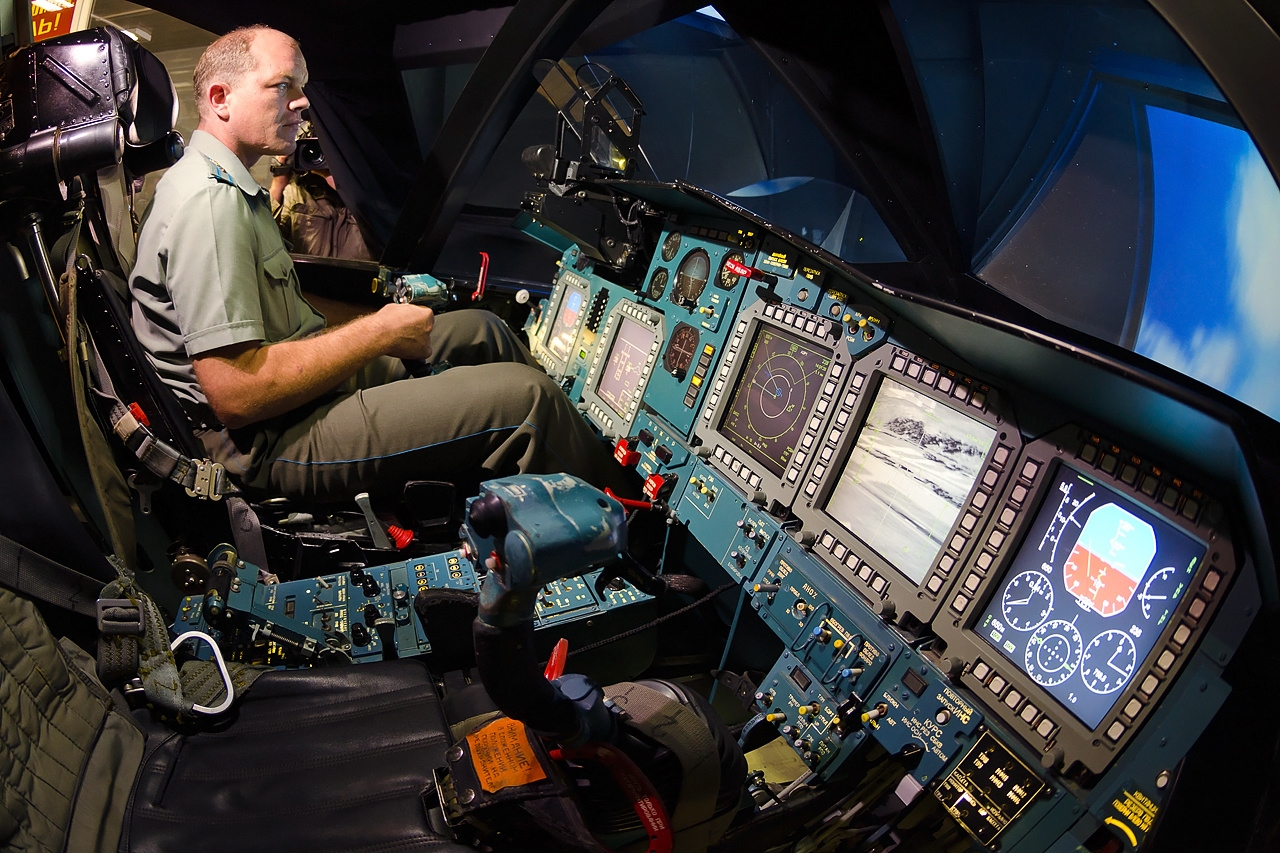
Buồng lái rộng rãi của Su-34

Su-34 có điểm đặc biệt để nhận ra đó là buồng lái lớn khác thường, không chỉ có khoảng không cho 2 phi công ngồi cạnh nhau, mà còn bao gồm cả không gian cho bếp, nhà vệ sinh và một cái giường nhỏ. Người ta thường nói đùa rằng "Tôi có một cái buồng lái lớn hơn Tupolev Tu-160". Rất nhiều thiết kế được tạo ra để làm cho phi công có đầy đủ tiện nghi, do đó đã có những đặc tính mới như hệ thống điều áp tạo áp suất ngay trong buồng lái, cái này hơn hẳn những chiếc mặt nạ dưỡng khí, ghế K-36 của phi công ngoài chức năng cũ còn có chức năng xoa bóp. Nhờ những tiện nghi này, phi công không bị mệt mỏi dù phải thực hiện phi vụ kéo dài nhiều giờ đồng hồ.
Hai thành viên của phi hành đoàn được thiết kế ngồi cạnh nhau trong một cabin lớn, với một phi công chỉ huy ngồi bên trái và bên phải là phi công phụ trách dẫn đường hoa tiêu/thao tác vũ khí, họ được trang bị hệ thống ghế phóng tốt nhất thế giới Zvezda K-36DM (ngoài ra còn mát-xa được). Lợi thế của sự sắp đặt 2 phi công ngồi cạnh nhau là không cần phải tạo thêm những dụng cụ và hệ thống điều khiển chuyến bay, mà còn cải thiện hiệu suất và sự tiện nghi. Khi thực hiện những nhiệm vụ dài, phi công đòi hỏi phải có một sự tiện nghi thoải mái, do đó hệ thống điều hòa áp suất không khí đã tạo ra áp suất trong buồng lái cho phép phi công hoạt động trên độ cao 10.000 m mà không cần đến mặt nạ dưỡng khí, nhưng những mặt nạ dưỡng khí cũng được trang bị trong những trường hợp khẩn cấp và trong khi đang chiến đấu. Các thành viên của tổ lái có thể rời ghế và tập một vài động tác thư giãn và có cả lò vi sóng lẫn toilet để sinh hoạt. Không gian giữa những ghế ngồi cho phép họ có thể nằm xuống ở phía sau, nếu cần thiết.
Do được thiết kế để không kích mặt đất, Su-34 thường xuyên bị đe dọa bởi hỏa lực phòng không từ mặt đất. Do vậy, buồng lái của Su-34 được bao phủ bởi lớp giáp titan có độ dày lên đến 17 mm. Nhờ lớp giáp này Phi công Su-34 được bảo vệ khá an toàn ngay cả khi máy bay bị trúng mảnh đạn, tên lửa cỡ nhỏ bắn từ mặt đất.
Năm 2016, bên trong buồng lái tiêm kích bom Su-34 Nga tham chiến ở Syria, người ta thấy phi công còn cầm theo một thiết bị định vị vệ tinh GPS của Mỹ khi tiến hành không kích phiến quân tại Syria. Đây là thiết bị GPS kiểu bỏ túi cho khách du lịch thông thường, nó có thể được bán tại bất cứ cửa hàng điện tử nào ở Nga.

## Hiệu suất hoạt động

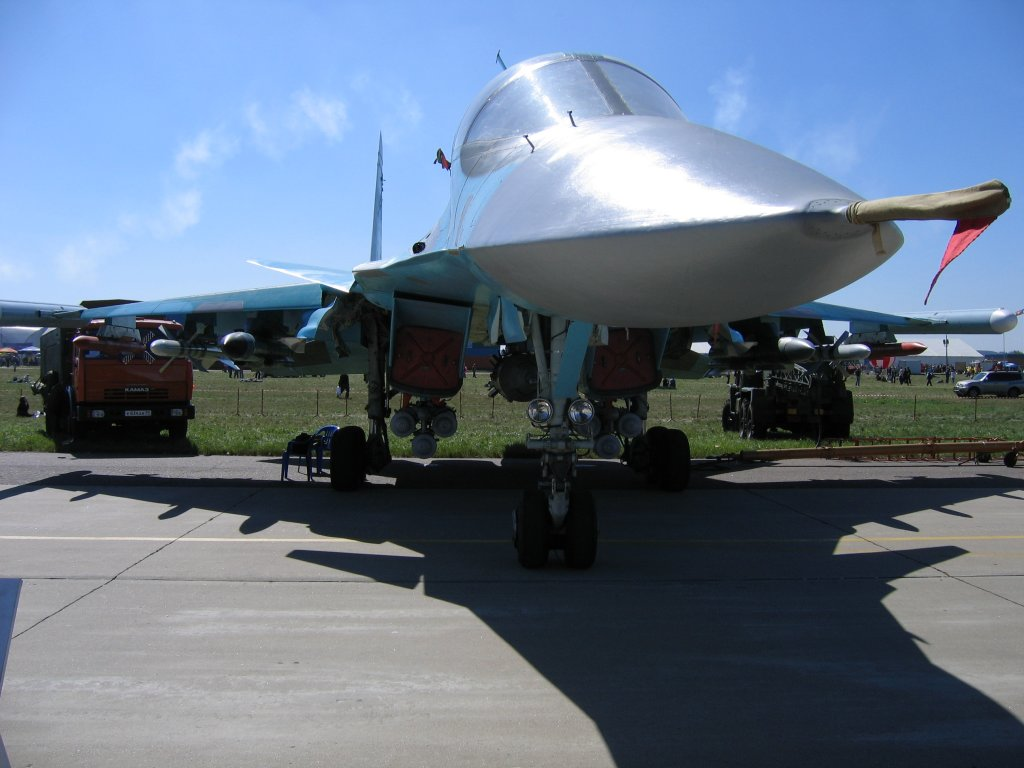
Su-34 nhìn từ phía trước

Nhìn chung, Su-34 được thiết kế theo yêu cầu của một máy bay ném bom tiền tuyến. Nó có tải trọng vũ khí lớn, buồng lái được bọc giáp vững chắc, có thể tiến hành tiếp dầu trên không và có tầm bay rất xa.
Su-34 có 12 giá treo vũ khí mang được tới 8.000 - 12.000 kg (17.635 pounds) vũ khí, người ta còn có dự định trang bị cho Su-34 cả những loại vũ khí chính xác cao mới nhất của Nga. Nó được giữ lại pháo 30 mm GSh-30-1 từ Su-27/Su-30.
Máy bay Su-34 được thiết kế theo sơ đồ khí động tích hợp với cánh liên kết mềm mại với thân; ngoài cánh chính hình mũi tên và đuôi ngang, còn có đuôi ngang toàn động phía mũi, cho phép tăng sức cơ động của máy bay. Đuôi ngang ở mũi xoay đồng bộ cho phép máy bay thay đổi độ cao, còn xoay lệch nhau để điều khiển góc nghiêng. Đuôi đứng của Т-10V là kiểu hai sống, với các công-xon lái hướng. Khác với Su-24, phi công có thể vào buồng lái máy bay ném bom mới qua hốc càng trước, giúp phi công vào buồng lái nhanh hơn khi có tình huống khẩn cấp.
Su-34 có những tiện nghi tạo sự thoải mái cho các phi công khi thực hiện các nhiệm vụ bay dài để tạo thêm hiệu quả. Những phi công có thể sử dụng một máy tính đời mới (hệ thống điều khiển vũ khí) và các thiết bị điện tử-sóng vô tuyến tương tự khác có trong trang bị. Những thiết bị này đảm bảo sự chính xác cao khi ném bom với sai số là vài mét, với mọi thời tiết. Với 8 tấn vũ khí, gồm tên lửa siêu âm, hạ âm và bom, Su-34 có thể phá hủy những mục tiêu được bảo vệ và được ngụy trang kỹ càng trong một phạm vi là 250 km. Su-34 để được trang bị thành những phi đội sắp tới, nó còn cần một hệ thống an toàn tích cực với yếu tố là trí thông minh nhân tạo. Hệ thống này cho phép máy bay thực hiện bất kỳ động tác nhào lộn giúp Su-34 linh hoạt hơn khi tham chiến, nó còn cho phép máy bay bay lướt qua trên các ngọn cây và mặt đất với tốc độ cực đại là 1.400 kph. Su-34 có thể bay kiểu TERCOM (Terrain Contour Matching - bay men theo địa hình thấp), bay vòng lên tránh những chướng ngại vật bất ngờ và bay xuyên qua khu vực phòng không mặt đất của quân địch. Phi công máy bay nhờ những hệ thống đó có thể ném bom chính xác cao, hoạt động bí mật, phá hủy vũ khí, tên lửa và "khiên" phòng thủ của quân địch.
Một nhiệm vụ hoạt động cho Su-34 bắt đầu với sự lên kế hoạch từng giai đoạn của nhiệm vụ được thực hiện trong 2 máy tính chính của máy bay, thiết lập tọa độ và mặt chiếu, nhập dữ liệu cho hệ thống dẫn đường đến mục tiêu từ lúc cất cánh đến khi kết thúc nhiệm vụ và hạ cánh tại căn cứ. Tại điểm-tọa độ mục tiêu hay thời gian tấn công, hệ thống điều khiển tự động lập tức chuyển mạch để phi công điều khiển bằng tay hay liên quan đến các phần các của mục tiêu.
Sự kết nối dữ liệu với máy bay chỉ huy, trung tâm mặt đất và trung tâm chỉ huy sẽ duy trì thông tin đến máy bay và khi đạt đường ngắm giới hạn có thể đạt được thì thông tin sẽ được truyền qua vệ tinh để mở rộng phạm vi truyền thông tin. Những thông tin cập nhật về nhiệm vụ có thể được chuyển đến từ những lãnh đạo cao nhất bất cứ khi nào trong khi đang bay.
Các kiểu vũ khí chiến thuật hoặc chiến lược tầm xa để tiêu diệt mục tiêu được sử dụng trên Su-34 gồm tên lửa đối đất AS-13/18 Kingbolt, tên lửa chống radar AS-14 Kedge, AS-17 Krypton, tên lửa chống tàu Kh-35 Uran và tên lửa chống tàu tầm xa Kh-41 Moskit, tên lửa hành trình tầm siêu xa Raduga Kh-55...
Su-34 bay nhiệm vụ với sơ đồ 3 máy bay nằm ngang bay với nhau. Máy bay có sức chứa nhiên liệu rất lớn, nó có thể bay liền một mạch 4.000 km mà không cần tiếp dầu. Với 3 lần tiếp nhiên liệu trên không, Su-34 có khả năng để bay đến 14.000 km, một khoảng cách kỷ lục. Những kỹ thuật bảng mạch điện tử đảm bảo chuyến bay cung cấp những thông tin đầy đủ nhất về tình hình các thông số bay và không gian xung quanh máy bay, tình hình của hệ thộng bảng mạch và động cơ máy bay, tình trạng của mục tiêu trên mặt đất, mặt biển, trên không và dưới nước, về radar chính, chúng được tạo ra bởi họ quan tâm tới một đặc tính quan trọng của máy bay mới. Su-34 được trang bị các hệ thống điện tử, điều khiển hỏa lực hiện đại với radar W-141 mới, hệ thống tác chiến điện tử tinh vi, tổ hợp quan sát ảnh nhiệt cùng các màn hình hiển thị đa năng, nên có khả năng tiêu diệt hiệu quả các mục tiêu mặt đất.
Một trong những tính năng độc đáo của Su-34 là sự hiện diện của một radar thứ hai để quan sát bán cầu phía sau. Hệ thống này nhằm để cảnh báo kịp thời cho phi hành đoàn về các mối đe dọa và nếu cần thiết để đáp trả từng loạt tên lửa điều khiển mà tiêm kích của kẻ thù có âm mưu tấn công Su-34 ở phía sau lưng. Nhờ radar phía sau, Su-34 có thể dò sóng phát hiện, theo dõi và định hướng cho tên lửa không đối không R-73 hoặc R-77 bắn trả máy bay địch ngay cả khi máy bay địch đang ở phía sau nó.

## Trang bị trong các đơn vị

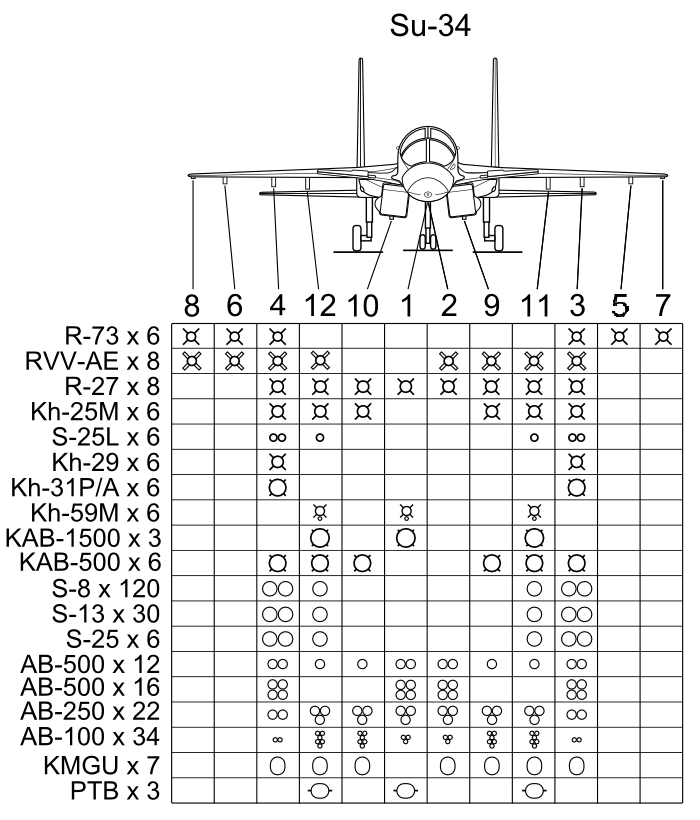
Su-34 và các vũ khí trang bị

Sự phát triển của Su-34 đã bị hạn chế do tình trạng hạn hẹp về tài chính của Nga sau khi Liên Xô tan rã và chỉ có một số nhỏ những mô hình tiền sản xuất đã được chế tạo. Vào giữa năm 2004 Sukhoi công bố nhịp độ sản xuất ở mức độ thấp đang thay đổi tăng dần lên và số máy bay ban đầu để đủ số lượng trang bị cho một phi đội sẽ đưa vào phục vụ trong năm 2008. Tuy vậy, những chương trình nâng cấp vẫn được tiếp tục để kéo dài tuổi thọ của Su-24, do Su-34 vẫn chưa thể đưa vào phục vụ trong những năm tới.
Bộ trưởng quốc phòng Nga Sergei Ivanov đã công bố chính phủ chỉ mua 2 chiếc Su-34 trong năm 2006, và dự kiến sẽ có một trung đoàn không quân đầy đủ gồm 24 chiếc Su-34 hoạt động đến cuối năm 2010 (tổng cộng 58 chiếc sẽ được mua đến năm 2015 để thay thế hơn 300 chiếc Su-24 hiện đang được hiện đại hóa). Ông Ivanov đã ra yêu cầu mua sắm loại Su-34 bởi vì đây là một máy bay "có nhiều tính năng hiệu quả trên mọi lời chỉ trích về các thông số của nó". Không quân Nga sẽ cần những máy bay ném bom mới hơn để thay thế những chiếc Su-24 đã cũ.
Vào tháng 12 năm 2006, ông Sergei Ivanov tiết lộ khoảng chừng 200 chiếc Su-34 sẽ đưa vào phục vụ đến năm 2020. Đây là thông tin đã được xác nhận bởi Tư lệnh không quân Nga, tướng Vladimir Mikhailov vào 6 tháng 3 năm 2007.
2 chiếc đã được trao cho không quân vào 4 tháng 1 năm 2007, và hơn 6 chiếc nữa sẽ được giao trong năm 2008.
Loạt 16 chiếc Su-34 đầu tiên gặp nhiều vấn đề kỹ thuật. Có thông tin từ Izvestia nói Bộ Quốc phòng Nga đã viết một báo cáo khá dài chỉ ra rất nhiều khiếm khuyết trên những chiếc Su-34 này. Một chuyên gia giấu tên trong Tổ hợp công nghiệp quốc phòng Nga cho rằng "Su-34 là một thành tựu nổi bật nhất trong các máy bay cường kích của Liên Xô thời kỳ Chiến tranh lạnh, máy bay có thể tiêu diệt các cụm phòng không tầm thấp của NATO và tiêu diệt cả các mục tiêu di động, nhưng nó lại vô dụng trong tác chiến hiện đại" Anton Lavrov, nhà phân tích quân sự độc lập của Nga nhận định, bất kỳ trang thiết bị quân sự hiện đại nào trên thế giới sự chưa đầy đủ và thiếu sót là điều hoàn toàn có thể xảy ra. Trong khi đó, đại diện Tổ hợp công nghiệp quốc phòng Nga tỏ ra khá ngạc nhiên với báo cáo này. Và đại diện của Bộ Quốc phòng Nga là Đại tá không quân Nga Vladimir Drik đã bác bỏ các thông tin này.
Đa số lỗi trên những chiếc Su-34 đầu tiên đã được khắc phục ở các máy bay chuyển giao năm 2011-2012, còn các máy bay nhận được trước đó đã được nâng cấp, hoàn thiện. Các thông tin phản hồi từ phi công và hoa tiêu trên những chiếc Su-34 Fullback đang hoạt động trong không quân Nga là rất khả quan. Họ tỏ ra rất hài lòng với khả năng của chiếc máy bay này, với chế độ tự động hóa rất cao trong mọi hành trình của chuyến bay, khả năng xử lý nhanh nhạy với mục tiêu và quản lý giao diện vũ khí thân thiện.
Sĩ quan của Bộ Tư lệnh Không quân Nga nói: "Quân đội nhiều nước, trong đó có Quân đội Gruzia có các tổ hợp phòng không hiện đại. Thiếu Su-34, chúng ta không tránh khỏi đánh nhau như thời xưa và ném bom qua kính ngắm quang học hoặc ước lượng bằng mắt thường như hồi Chiến tranh Vệ quốc". Nhờ bom và tên lửa có điều khiển Su-34 có thể tiêu diệt các mục tiêu trên mặt đất ở cự li 20– 50 km, nghĩa là ngoài vùng nguy hiểm.

## Các phiên bản

### Các mẫu thử nghiệm
- T10V-1 "42": mẫu bay thử nghiệm đầu tiên. Được cải tạo từ khung của Su-27 tại xưởng chế tạo của Sukhoi, với cái mũi mới được chế tạo ở Novosibirsk, và theo biên bản thì nó có hệ thống hạ cánh của Su-33.
- T10V-2 "43": bay vào 18 tháng 12-1993, đây là chiếc đầu tiên được chế tạo ở Novosibirsk, nó có 4 giá treo vũ khí giống Su-35 và thùng chứa nhiên liệu liwsn, gia cố cánh trung tâm, hệ thống bánh mới và động cơ mới.
- T10V-3: mẫu thử nghiệm độ tĩnh của khung máy bay.
- T10V-4 "44": bay vào cuối năm 1996. Đây là chiếc đầu tiên có hệ thống vũ khí và điện tử đầy đủ, được trưng bày tại triển lãm hàng không Paris, tháng 6 năm 1997. Sau đó được biết đến với cái tên Su-32.
- T10V-5 "45": chiếc Su-27IB đầu tiên với hệ thống điện tử nhiệm vụ Leninets hoàn thiện. Thỉnh thoảng được biết đến như chiếc đầu tiên của loạt sản xuất T-10V. Bay vào 28 tháng 12 năm 1994.
- T10V-6 "46": bay vào tháng 1 năm 1998.
- T10V-7: theo các thông tin thì nó được hoàn thành tại Novosibirsk và tháng 8 năm 2000.

### Các mẫu chính thức
- Su-27R: trong kế hoạch thì nó thay thế Su-24 và MiG-25RB trong vai trò trinh sát chiến thuật. BKR (Bortovoi Kompleks Razvedki: trinh sát phức tạp) được trang bị hệ thống trinh sát điện tử-quang học, laser và IRLS.
- Su-27IBP: phiên bản trong kế hoạch với vai trò gây nhiễu chiến thuật thay thế cho Yak-28PP và Su-24MP.
- 'Su-27IB: phiên bản tuần tra-chiến đấu tầm xa. Tên gọi trong OKB không được biết. Có thể nhầm lẫn với dự án Su-30K-2 dựa trên mẫu Su-33UB.
- Su-32: phiên bản xuất khẩu vào lúc đầu, được áp dụng tên gọi này tại Nga từ năm 2000.
- Su-32FN/MF: dựa trên mẫu T10V-4 "45", bay lần đầu tiên vào 28 tháng 12-1994, xuất hiện tại triển lãm hàng không Paris năm 1995. Nó được sản xuất để thay thể Su-24 trong Hải quân Nga.
- Su-34: phiên bản nội địa lúc đầu, bị gián đoạn vào năm 2000. Hiện nay đã được tiếp tục phát triển.

## Thông số kỹ thuật (Su-34)

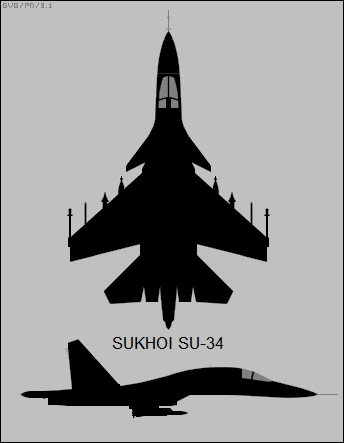
Hình chiếu Su-34

### Đặc điểm riêng
- Phi đoàn: 2
- Chiều dài: 23,34 m (72 ft 2 in)
- Sải cánh: 14,7 m (48 ft 3 in)
- Chiều cao: 6,09 m (19 ft 5 in)
- Diện tích : 62,04 m²
- Trọng lượng rỗng: 22.500 kg
- Trọng lượng cất cánh: 39.000 kg (85.980 lb)
- Trọng lượng cất cánh tối đa: 45.100 kg (99.425 lb)
- Động cơ: 2× động cơ phản lực Lyulka AL-35F, công suất sau khi đốt nhiên liệu lần 2 là 137.2 kN (30.845 lbf) mỗi chiếc
- Nhiên liệu: 12.100 kg(15.400l)

### Hiệu suất bay
- Vận tốc cực đại: Mach 1.8 trên trần bay thông dụng, Mach 1.2 trên độ cao sát mặt biển
- Tầm bay: 4.500 km (2.800 mi) (tuần tiễu), 1130 km (700 mi) (chiến đấu)
- Trần bay: 14.000 m (45.890 ft)
- Vận tốc lên cao: N/A
- Lực nâng của cánh: 629 kg/m² (129 lb/ft²)
- Lực đẩy/trọng lượng: 0.68

### Vũ khí
Tải trọng vũ khí khi mang đầy nhiên liệu là 4 tấn vũ khí, tải trọng chiến đấu thông thường là 8 tấn vũ khí, tải trọng chiến đấu tối đa là 12 tấn vũ khí với bán kính chiến đấu 1.000 km, tải trọng vũ khí tối đa có thể lên tới 14 tấn vũ khí (tải trọng chiến đấu là lượng vũ khí tối đa mà máy bay có thể mang theo mà vẫn có thể tác chiến hiệu quả, còn tải trọng tối đa là lượng vũ khí lớn nhất mà máy bay có thể mang theo khi cất cánh (nhưng không thể tác chiến hiệu quả do tầm bay bị rút xuống quá ngắn), vì vậy cùng 1 máy bay thì tải trọng tối đa luôn lớn hơn khá nhiều so với tải trọng tác chiến)
- 1× pháo 30 mm GSh-30-1 180 viên đạn
- 2× giá treo ở đầu cánh cho tên lửa không đối không R-73 (AA-11 'Archer')
- 10× giá treo dưới cánh và thân mang được 8.000 kg (17.630 lb) tới 12.000 kg vũ khí, bao gồm vũ khí không đối không, không đối đất, không đối biển, tên lửa chống tàu, bom điều khiển laser, và các loại khác.

## Nội dung liên quan

### Máy bay có cùng sự phát triển
- Su-27
- Su-30
- Su-33
- Su-35
- Su-37

### Máy bay có tính năng tương đương
- Su-24 'Fencer'
- F-15E Strike Eagle
- Tornado IDS
- F-111 Aardvark